# 兴化街道
兴化街道，是中华人民共和国黑龙江省大庆市龙凤区下辖的一个乡镇级行政单位。

## 行政区划
兴化街道下辖以下地区：
华祥社区、兴化社区、街心社区、华谊社区、新兴社区和嘉馨社区。